# Rönne å
Rönne å – rzeka w Szwecji, w Skanii o długości około 83 km.
Rzeka wypływa z jeziora Ringsjön, a wpływa do Zatoki Skälderviken w Kattegat w niedaleko Ängelholm w Skälderviken.

## Większe miejscowości nad rzeką[3]
- Ängelholm
- Klippen
- Ljungbyhed